# Убийство Авраама Линкольна
Убийство шестнадцатого президента США Авраама Линкольна было совершено в пятницу 14 апреля 1865 года в Вашингтоне на спектакле «Наш американский кузен» (в театре Форда). Линкольн был смертельно ранен выстрелом в голову из пистолета сторонником южан актёром Джоном Уилксом Бутом и скончался на следующий день.

## Предыстория
Во время Войны Севера и Юга Джон Бут стал тайным агентом Конфедерации, доставлявшим ей контрабандные медикаменты. Он участвовал в антиправительственном заговоре, участники которого обдумывали сначала похищение президента Авраама Линкольна, затем, ближе к окончанию войны — убийство его и основных членов правительства США. После капитуляции Конфедеративных Штатов Америки 9 апреля 1865 года стране предстояло провести Реконструкцию Юга и начать процесс интеграции темнокожих в американское общество.

## Убийство
Через пять дней после капитуляции основного вооружённого формирования Конфедерации — Северовирджинской армии генерала Ли, — в день Страстной пятницы, 14 апреля 1865 года, на спектакле «Наш американский кузен» (в театре Форда) сторонник южан актёр Джон Уилкс Бут проник в президентскую ложу и выстрелил Линкольну в голову. Бут не был занят в спектакле, шедшем в тот день, и вообще ранее играл в театре Форда всего два раза, однако часто там бывал у своих друзей-актёров и хорошо знал как здание, так и репертуар театра. Во время самой смешной сцены комедии он вошёл в ложу президента и выстрелил в него после одной из реплик с тем расчётом, чтобы звук выстрела был заглушён взрывом хохота. Считается, что Бут при этом воскликнул: лат. Sic semper tyrannis! («Такова участь тиранов», девиз одного из южных штатов, Виргинии). В возникшей суматохе Буту удалось скрыться. Тем временем смертельно раненого Линкольна перенесли из театра в дом, расположенный напротив. На следующее утро, в 7 часов 22 минуты 15 апреля 1865 года, Авраам Линкольн скончался.
- Последняя прижизненная фотография Авраама Линкольна, сделанная 10 апреля 1865 года, за пять дней до убийства
- Президентская ложа театра Форда. Фотография Мэттью Брэди
- Джон Уилкс Бут
- Реконструкция последних мгновений жизни президента (фигура Бута на заднем плане)
- Смертельно раненного Авраама Линкольна на руках выносят из театра Форда, Вашингтон, округ Колумбия. Художник К. Берш

26 апреля 1865 года Бут был настигнут полицией в штате Виргиния в амбаре. Амбар подожгли, Бут вышел, вооружённый револьвером, и в этот момент был смертельно ранен в шею Бостоном Корбеттом. Последние слова, которые были сказаны Джоном Бутом: «Передайте моей матери, что я умер, сражаясь за свою страну».
30 июня 1865 года заговорщики (планировалось и убийство госсекретаря) — Льюис Пауэлл, Джордж Атзеродт, Мэри Саррет и Дэвид Херольд — были приговорены к смертной казни через повешение, и через неделю — 7 июля 1865 года приговор был приведен в исполнение. По словам духовника Мэри Саррет, она до самой смерти утверждала, что была невиновна.

## Последствия
Миллионы американцев пришли отдать последний долг своему президенту во время длившегося две с половиной недели путешествия траурного поезда из Вашингтона в Спрингфилд. Поезд вёз два гроба — большой гроб с телом Авраама Линкольна и маленький с телом его сына Уильяма, умершего за три года до этого, во время президентского срока Линкольна. Авраам и Уильям Линкольны были похоронены в Спрингфилде на кладбище Оук-Ридж. Трагическая смерть Линкольна способствовала созданию вокруг его имени ореола мученика, отдавшего свою жизнь ради воссоединения страны и освобождения чернокожих рабов. Со смертью Линкольна чернокожее население США, несмотря на официальную отмену рабства в 1865 году, на долгие годы потеряло право на полноценную свободу, которую пропагандировал и хотел реализовать на всей территории Линкольн.

## В культуре
Убийство Линкольна как событие, имевшее большое историческое значение, часто фигурировало в литературе, живописи, кино, музыке и играх.
- Стихотворение Уолта Уитмена «О, капитан! Мой капитан!» написано на смерть президента в 1865 году.

### В кино и телесериалах
- Рождение нации (1915), Дэвида Гриффита
- Узник острова акул (1936), Джона Форда
- Сумеречная зона (1961), сезон 2, серия 13
- Хижина дяди Тома (1965), Гезы фон Радваньи
- Ослеплённый желаниями (2000), Брендан Фрэйзер
- Сокровище нации: Книга тайн (2007), Джон Тёртелтауб
- Заговорщица (2010), Роберта Редфорда
- Линкольн (2012), Стивен Спилберг
- Президент Линкольн: Охотник на вампиров (2012)
- Легавый (2012—2013), сезон 2, серии 12 и 13
- Вне времени (2016), сезон 1, серия 2
- Охота за убийцей (2024)